# Cristina Mauri
Cristina Mauri (1º aprile 1975) è una sciatrice d'erba italiana.
È un'atleta italiana che ha gareggiato nella coppa del mondo.

## Palmarès

### Mondiali sci d'erba
- 9 medaglie:
  - 2 ori (gigante a Bursa 1991; gigante a Kalnica 1995);
  - 5 argenti (slalom a Bursa 1991; supergigante, slalom a Kalnica 1995); slalom, combinata a Müstair 1997);
  - 2 bronzi (supergigante a Bursa 1991; gigante a Asiago 1993).

### Campionati Italiani di sci d'erba
- 2 titoli italiani

### Coppa del Mondo di sci d'erba
- - 3 vittorie;
  - 1 secondo posto;

#### Coppa del Mondo - vittorie
| Data             | Luogo      | Paese    | Disciplina |
| ---------------- | ---------- | -------- | ---------- |
| 3 settembre 2000 | Alta Badia | Italia   | Slalom     |
| 4 settembre 2000 | Alta Badia | Italia   | Gigante    |
| 16 agosto 2008   | Marbachegg | Svizzera | Slalom     |